# Četrti lateranski koncil
Četrti lateranski koncil oziroma vesoljni cerkveni zbor je potekal  od 11. novembra - 30. novembra 1215 v Lateranu v Rimu kot dvanajsti koncil. Sklical ga je in mu predsedoval Papež Inocenc III.. Navzočih je bilo 1400 cerkvenih očetov, med njimi vseh 5 krščanskih patriarhov, 71  metropolitov,  412 škofov, 900 opatov in priorjev. 

## Zgodovina
Papež Inocenc III. je že večkrat želel sklicati koncil za reševanje tekočih vprašanj in za potrditev vodilne vloge Cerkve in papežev v tedanjem družbenem življenju; ker so ga pri tem mnoge zadeve ovirale, je uspel po temeljiti pripravi sklicati ekumenski koncil šele proti koncu svojega kratkega in plodonosnega življenja.

## Vsebina
Četrti lateranski koncil je najpomembnejši med lateranskimi koncili. Imenujejo ga tudi "Veliki koncil". Večinoma z oznako "Lateranski koncil" mislijo prav na četrtega. Pomen je ohranil vse do danes ne zaradi tega, ker je obsodil katare in njim podobna gibanja; niti zato ne, ker je pozval na peto križarsko vojno, ampak zaradi dveh čisto verskih določb. Prvič je na njem omenjena beseda "transsubstanciacija", ki pomeni, da se kruh in vino pri maši resnično spremenita v Kristusovo telo in kri, če mašuje veljavno posvečeni duhovnik. Sprejeta je nadalje zahteva, da se mora vsak kristjan vsaj enkrat letno spovedati in prejeti sveto obhajilo.
Osrednja tema koncila je bila obnova cerkvene edinosti in je res prišlo na koncilu do zedinjenja z vzhodnimi Cerkvami. Na koncu je sledil poziv na križarsko vojsko, ki naj bi osvobodila vzhodne kristjane izpod saracenskega jarma.
Pomembna tema je bila tudi obnovitev in utrditev cerkvene discipline. Sprejete so daljnosežne določbe za poživitev krščanskega zakramentalnega življenja, tako cerkvena zapoved: »Spovej se svojih grehov v zakramentalni spovedi vsaj enkrat na leto in o velikonočnem času prejmi Sveto rešnje telo.«
Takratne herezije so poudarjale krščansko uboštvo in preprostot. Zato najdemo med kanoni pozive k skromnosti škofov in drugih cerkvenih dostojanstvenikov, kar je zahteval že Tretji lateranski koncil in razne sinode.
Koncil je obsodil katare in njim podobna heretična gibanja. Po letu 1140 se je katarstvo razširilo po vsej zahodni Evropi, največ moči pa dobilo v severni Italiji in južni Franciji in ga ni bilo mogoče zatreti niti zlepa niti zgrda.
Katari so zavračali češčenje svetnikov in odpustke, zavračali prisego in vojaško službo, od zakramentov pa so priznavali le krst, evharistijo in pokoro. Trdili so, da vidna zgodovinska Cerkev sploh ni potrebna. Papež jih je poskušal pridobiti s prepričevanjem; ko pa so njegovega legata umorili, se je zatekel k svetnim oblastem za vojaško posredovanje.
Koncilski očetje so sprejeli 70 kanonov z dodanim 71. kanonom, ki vsebuje poziv na križarsko vojno.
- Seznam posameznih določil
- Predstavitev
- & 1 – nova veroizpoved
- & 2-3 ukvarjanje s krivoverstvi ter dogmatični obrazci
- & 4 Grki zaničujejo Latince
- & 5 dostojanstvo patriarških sedežev
- & 6-13 cerkvena disciplina
- & 14-22 obnova duhovniške nravnosti
- & 23-32 škofovske volitve ter podeljevanje nadarbin
- & 33-34 pobiranje davkov
- & 35-49 kanonična oblačila
- & 50-52 poroka
- & 53-61 desetina
- & 62 svetniške relikvije
- & 63-66 podkupovanje (simonija)
- & 67-70 Judje
- & 71 Poziv na križarsko vojno za osvoboditev Svete dežele

### Potek vesoljnega cerkvenega zbora
Na sejah novembra 2015 so navzoči koncilski očetje brez dolgih razprav potrdili gradivo, ki je bilo že vnaprej skrbno pripravljeno. 
Četrti lateranski koncil je potekal v Lateranski palači od 11. do 30. novembra 1215 pod predsedstvom papeža Inocenca III. ob navzočnosti tisoč štiristo koncilskih očetov: patriarhov, metropolitov, škofov, opatov in priorjev. Navzočih je bilo tudi veliko število odposlancev vladarjev iz skoraj vseh krščanskih dežel. Tako velikemu število navzočih je prispevala papeževa skrb, da je razposlal povabila po vseh deželah pravočasno: že dve leti pred začetkom koncila.  Katoliška Cerkev ga šteje za dvanajsti ekumenski koncil oziroma vesoljni cerkveni zbor. 
V 70 kanonih je koncil obnovil razne disciplinske določbe prejšnjih koncilov ali pokrajinskih sinod. Pozval je tudi na odpravo herezij, pa tudi na križarsko vojno zoper muslimane, ki so zasedli Sveto deželo in ovirajo ter nadlegujejo romarje pri obiskovanju svetih krajev. 

## Kanoni
- 1. Veroizpoved.  Začetni stavki prvega kanona izražajo razširjeno veroizpoved, ki vsebuje nicejsko-carigrajsko veroizpoved. Med drugim zavrača nasprotne nauke. Vsebuje tudi verske člene, kot so: »Hudi duhovi so bili ustvarjeni kot dobri, vendar so po svoji krivdi postali hudobni.« »Extra ecclesiam nulla salus« (Zunaj Cerkve ni  zveličanja). "Kruh in vino med mašo postaneta Jezusovo telo in kri po transsubstanciaciji" (prebistvenje). Posredno  večina teh trditev zavrača heretično učenje katarov.
- 2. Obsodba heretičnih naukov opata Joahima
- 3. Obsodba heretičnih naukov zoper veroizpoved in Cerkev ter izobčenje katarov in njim podobnih gibanj.
- 4. Prepovedano je prekrščevanje oziroma ponovno krščevanje že krščenih oseb. Grke poziva, naj ne zaničujejo krsta pri Latincih.
- 5. Patriarhati si sledijo po dostojanstvu in starodavni hierarhiji po naslednjem vrstnem redu:
  1. Latinska Cerkev
  2. Carigrajski ekumenski patriarhat
  3. Koptska Cerkev
  4. Antiohijski patriarhat
  5. Jeruzalemski patriarhat

Vzhodni patriarhi imajo pravico podeljevati palij svojim podrejenim škofom in nositi križarske zastave šele tedaj, če priznajo prvenstvo rimskega papeža.
- 6. Metropoliti naj imajo letna zborovanja za obnovitev krščanskega življenja. [6]
- 7 Popravljanje napak in obnova nravnosti
- 8 Preiskava in kaznovanje napak
- 9 O različnih obredih v isti veri
- 10 Vzgoja in izbira pridigarjev
- 11. Učitelji za reveže
- 12. Splošne določbe za redovnike
- 13. Prepoved ustanavljanja novih redov in pohajkovanja iz enega samostana v drugi
- 14. Kleriška nezdržnost
- 15. Kleriška požrešnost in pijanost
- 16. Spodobnost v oblačenju in obnašanju klerikov
- 17. Versko mlačni prelati, ki redno ne mašujejo in ne molijo brevirja
- 18. Klerikom je prepovedano prelivanje krvi kakor tudi prisostvovanje pri izvrševanju take kazni, opravljanje poklica ranocelikov, pa tudi vraževernih preskusov z ognjem, vodo ali železom
- 19. Posvetne stavbe ni mogoče spremeniti v cerkev
- 20. Krizma in evharistija naj bosta spravljeni na zavarovanem mestu
- 21. Zapovedana je vernikom vsaj letna spoved in obhajilo
- 22. Telesni zdravniki naj svetujejo bolnikom, da pokličejo dušnega zdravnika
- 23. Cerkev ne sme ostati brez duhovnika več kot tri mesce
- 24. Demokratična volitev duhovnih pastirjev
- 25. Neveljavne volitve zaradi pritiska svetne oblasti
- 26. Imenovanja za prelate morajo biti skrbno pripravljena.
- 27. Kandidate za duhovništvo je treba skrbno izbirati, pripravljati in izprašati
- 28. Kdor se je odpovedal službi, jo mora pustiti
- 29. Za upravljanje nad več nadarbinami je potrebno papeževo dovoljenje
- 30. Kazni za tiste, ki bi podeljevali cerkvene nadarbine nevrednim
- 31. Kanonikov sin – zlasti nezakonski – ne more postati kanonik v kraju, kjer je kanonik njegov oče
- 32. Župnik naj ima primerne dohodke
- 33. Škofu, diakonu, dekanu ali nunciju naj nudijo potrebno oskrbo
- 34. Prelati ne smejo uporabljati cerkvenih služb za pridobivanje dobička
- 35. Sklicevanje na višjo oblast
- 36. Potek pravnega postopka
- 37. Sojenje naj ne povzroča nepotrebnih stroškov
- 38. Sodni zapisnik je obvezen
- 39. Namerno prikrivanje ukradenega blaga
- 40. Kdo je pravi lastnik v dvomnih primerih
- 41. Nihče nima pravice potrditi krivične pravde.
- 42. Kleriki in laiki ne smejo posegati v tuje področje.
- 43. Klerikov ni mogoče prisiliti na prisego zvestobe tistim, od katerih ne prejemajo nobenih nadarbin.
- 44. Le kleriki lahko razpolagajo s cerkvenim premoženjem.
- 45. Kazni za oskrbnike, ki kradejo cerkveno premoženje ali telesno škodujejo klerikom.
- 46. Cerkvi se ne smejo nalagati davki; Cerkev pa lahko prostovoljno prispeva za skupno dobro.
- 47. Krivična izobčenja.
- 48. Izpodbijanje cerkvenega sodnika.
- 49. Kazni zaradi izobčenja iz pohlepnosti.
- 50. Za vedno je prepovedana poroka do četrtega kolena.
- 51. Prepovedane so tajne poroke.
- 52. Glede krvnega sorodstva v zvezi s poroko je treba več zanesljivih prič.
- 53. Tisti, ki dajejo svoja polja v najem, so tudi dolžni plačati desetino v celoti.
- 54. Desetino je treba plačati pred davki.
- 55. Cistercijani in drugi redovi morajo plačevati desetino za vsako zemljišče, četudi ga obdelujejo lastnoročno in sicer ne glede na dozdajšnje privilegije.
- 56. Župnik ne sme izgubiti desetine na račun nekaterih, ki jemljejo zemljišče v najem.
- 57. Le menihi, ki so izročili svoje premoženje redu, smejo biti pokopani v času interdikta.
- 58. V času interdikta sme škof maševati pri zaprtih vratih za tiste, ki jih ne zadeva interdikt.
- 59. Noben menih ne sme posojati denarja ali iti za poroka brez dovoljenja opata ali predstojnika.
- 60. Opati si ne smejo prisvajati pooblastil, ki jih sme dajati le škofijska pisarna glede porok in drugega.
- 61. Redovniki ne smejo prejemati cerkva in desetine iz laičnih rok brez škofovskega dovoljenja.
- 62. Relikvij ni dovoljeno prodajati ali jih izpostavljati javnemu češčenju za plačilo.
- 63. Prepovedana je simonija, to je dajanje ali prejemanje plačila za škofovsko, duhovniško ali opatovsko posvečenje.
- 64. Meništva si ni dovoljeno pridobiti za plačilo. Kdor je to zagrešil pred objavo tega odloka, mora biti premeščen v drug samostan; kdor pa po objavi, mora biti odpuščen iz samostana.
- 65. Škofje ne smejo umeščati duhovnikov za denar; vstop v samostan, kakor tudi pogreb, je zastonj.
- 66. Zakramente je treba deliti zastonj.
- 67. Oderuške obresti, ki jih zaračunavajo judje kristjanom, so nične.
- 68. Judje in Saraceni se morajo v javnosti po oblačenju razlikovati od kristjanov. Na Cvetno nedeljo in velikonočno tridnevje se ne smejo pojavljati v javnosti.
- 69. Judje ne smejo opravljati javnih služb.
- 70. Judje, ki so sprejeli krščanstvo, se ne smejo več držati judovskih obredov.
- 71. Sledi vrsta določb v zvezi z napovedano križarsko vojno.